# Rubus allegheniensis

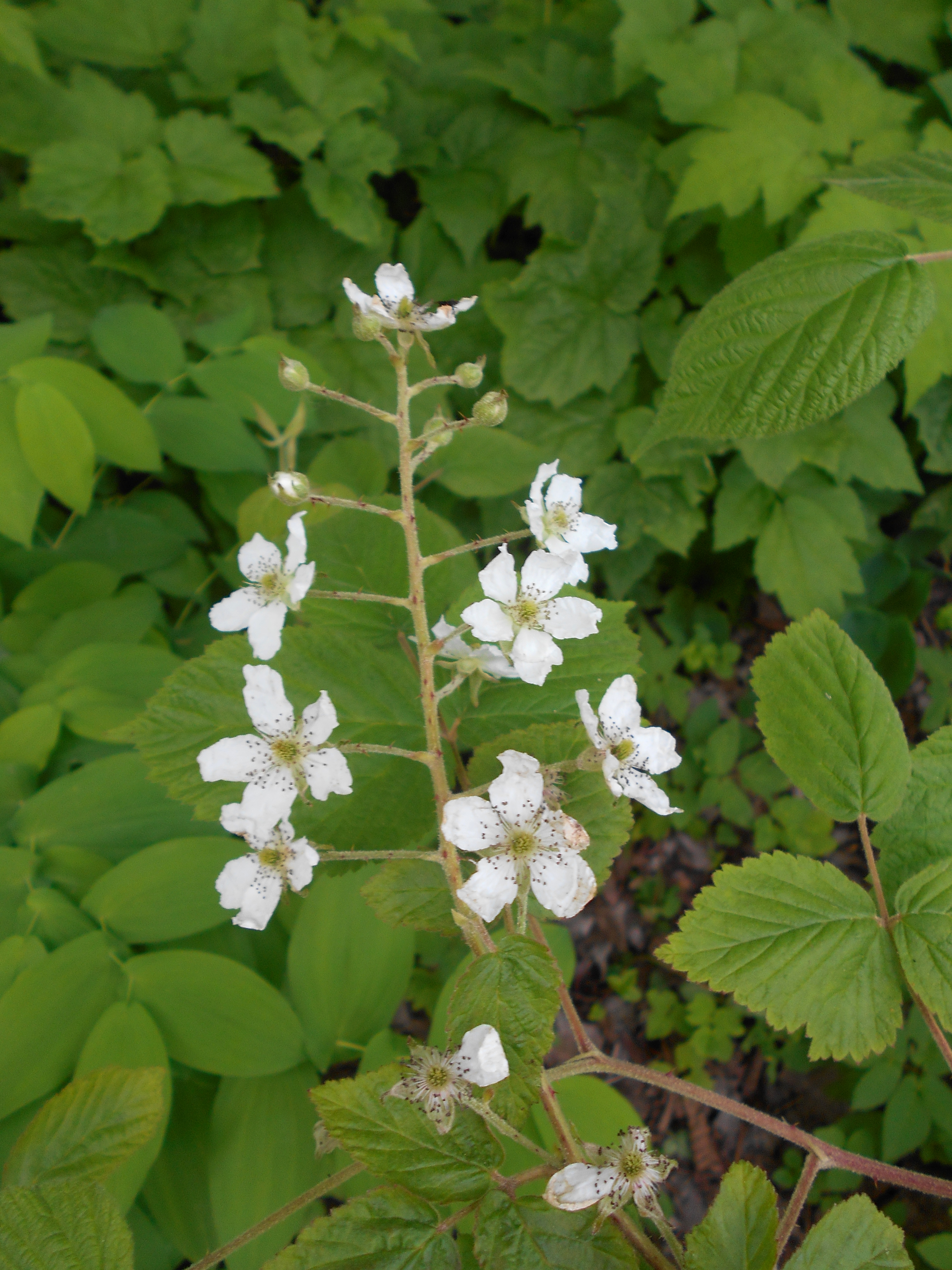
Hoa của R. allegheniensis

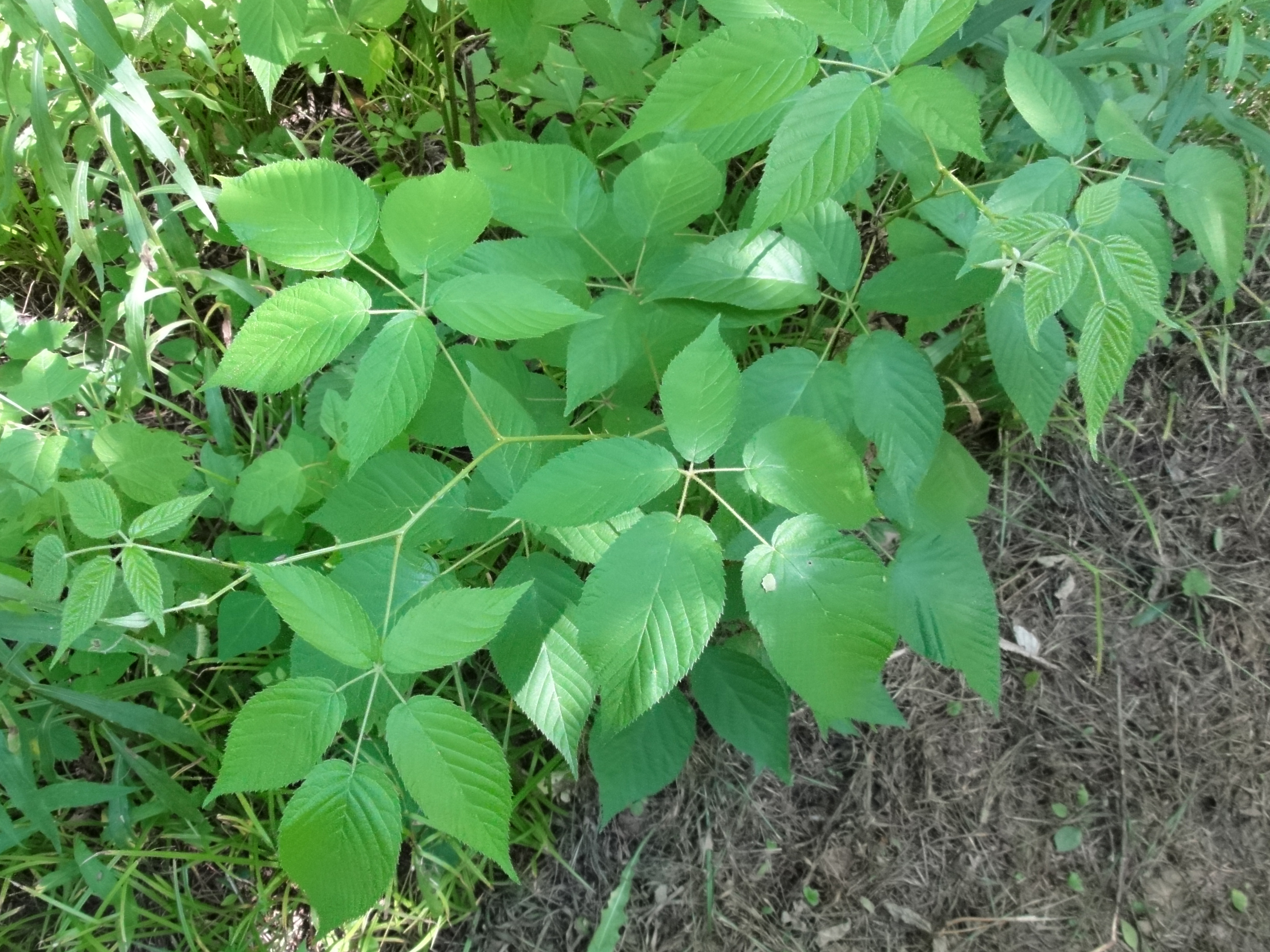
Lá của R. allegheniensis

Rubus allegheniensis là một loài thực vật có hoa thuộc chi Mâm xôi, thường được gọi là mâm xôi Allegheny, mâm xôi Graves hay mâm xôi thường. Loài này rất phổ biến ở miền đông và trung tâm Bắc Mỹ, mặc dù một số quần thể của R. allegheniensis cũng được phát hiện tại California và British Columbia (tây Bắc Mỹ).

## Mô tả
R. allegheniensis là loại cây bụi cao, từ 1,5 đến 1,8 mét, hiếm khi vượt quá 2,5 mét, bề ngang của nó tầm 2,5 mét trở lên, tạo thành bụi dày đặc. Thân cây ban đầu có màu xanh lá, có khi là màu nâu đỏ với những cái gai nhọn, thẳng hoặc hơi cong. Lá mọc xen kẽ, hình trứng và có răng cưa ở mép lá, cuống lá dài, dài hơn 10 cm và rộng gần 8 cm, có lông thưa thớt ở mặt trên, trong khi mặt dưới của lá có màu xanh nhạt hơn nhưng dày lông hơn mặt trên. Hoa có 5 cánh màu trắng muốt, gần như tròn, thường nhăn, không phẳng, lưỡng tính, có 5 lá đài màu xanh tươi ngắn hơn cánh hoa, mỗi cánh dài khoảng 2 – 3 cm; cuống hoa có những sợi lông màu trắng; mỗi hoa có rất nhiều nhị với các bao phấn màu vàng. Hoa nở vào cuối mùa xuân đến đầu mùa hè (tháng 5 đến tháng 7), không có mùi thơm. Quả hạch chín vào cuối hè, có đường kính khoảng 12 mm và dài đến 3 cm; ban đầu có màu trắng xanh, nhưng khi chín có màu đỏ tươi hoặc tím, cuối cùng trở thành màu đen tuyền, vị rất ngọt.
R. allegheniensis thường thấy ở những khu đồng cỏ, cây bụi, rừng thưa, ven đường, có thể mọc trên đất sét hoặc đất đá cứng. Đây là một loài cây bụi xâm lấn, khó loại bỏ nếu không dùng đúng thuốc diệt cỏ phù hợp. R. allegheniensis sinh trưởng mạnh mẽ sau những trận cháy rừng và khi nhận được ánh sáng đầy đủ.

## Sử dụng
Nước sắc của rễ R. allegheniensis có thể được dùng để điều trị các bệnh liên quan đến tiêu hóa, cảm lạnh, thấp khớp, bệnh lao, đau mắt, lợi tiểu, phụ nữ bị dọa sảy. Quả có thể sống, nấu chín hoặc sấy khô; được dùng để tạo thuốc nhuộm màu tím hoặc xanh dương đậm. Đây là cũng là nguồn thực phẩm quan trọng đối với các loài động vật có vú, chim chóc và gà rừng. Đây cũng là nơi trú ẩn cho những loài sóc, thỏ và chim.